# Lalla Khadîdja
Lalla Khadidja (arabsky لالة خديجة, kabylsky Tamgut Aâlayen či Azeru Amghur) je hora s nadmořskou výškou 2308 metrů v Pobřežním Atlasu v severním Alžírsku.

## Pojmenování
Hora je pojmenována po legendárním válečníkovi, který v 16. století bojoval po boku piráta Chajruddína Barbarossy proti Benátské republice a papeži Pavlu III., kteří založili Svatou ligu pod vedením janovského admirála Andrea Doria.

## Poloha
Hora se nachází na jihozápadním okraji řetězce Djurdjura, který patří k Pobřežnímu Atlasu, přibližně 170 kilometrů jihovýchodně od města Alžír a 50 kilometrů od města Bouira na severu stejnojmenné provincie. 

## Cestovní ruch
Hora je přístupná celoročně v rámci denních výletů.